# Circondario di Ivrea
Il circondario di Ivrea era uno dei circondari in cui era suddivisa la provincia di Torino.

## Storia
In seguito all'annessione della Lombardia dal Regno Lombardo-Veneto al Regno di Sardegna (1859), fu emanato il decreto Rattazzi, che riorganizzava la struttura amministrativa del Regno, suddiviso in province, a loro volta suddivise in circondari.
Il circondario di Ivrea fu creato come suddivisione della provincia di Torino; il territorio corrispondeva a quello della soppressa provincia di Ivrea del Regno di Sardegna, appartenuta alla divisione di Torino.
Con l'Unità d'Italia (1861) la suddivisione in province e circondari fu estesa all'intera Penisola, lasciando invariate le suddivisioni stabilite dal decreto Rattazzi.
Il circondario di Ivrea venne soppresso nel 1926 e il territorio assegnato al circondario di Torino. L'anno successivo, in seguito al riordinamento delle circoscrizioni provinciali, il territorio dell'ex circondario passò alla nuova provincia di Aosta.

## Suddivisione
Nel 1863, la composizione del circondario era la seguente:
- mandamento I di Agliè
  - comuni di Agliè; Bairo Canavese; Ozegna; San Martino Canavese; Torre di Bairo; Vialfrè
- mandamento II di Azeglio
  - comuni di Albiano d'Ivrea; Azeglio; Caravino; Palazzo Canavese; Piverone; Settimo Rottaro
- mandamento III di Borgo Masino
  - comuni di Borgo Masino; Cossano; Maglione; Masino; Tina Canavese; Vestignè; Villareggia
- mandamento IV di Caluso
  - comuni di Barone; Caluso; Candia Canavese; Mazzè; Montalenghe; Orio Canavese
- mandamento V di Castellamonte
  - comuni di Baldissero Canavese; Campo Canavese; Castellamonte; Cintano; Colleretto Castelnuovo; Muriaglio; Sale Castelnuovo; Villa Castelnuovo
- mandamento VI di Cuorgnè
  - comuni di Borgiallo; Canischio; Chiesanuova; Cuorgnè; Pertusio; Prascorsano; Pratiglione; Priacco; Salassa; Sale Canischio; Salto Canavese; San Colombano Belmonte; San Ponso Canavese; Valperga Canavese
- mandamento VII di Ivrea
  - comuni di Bollengo; Burolo; Chiaverano; Ivrea; Montalto Dora
- mandamento VIII di Lessolo
  - comuni di Baio; Fiorano Canavese; Lessolo; Quassolo; Quincinetto; Tavagnasco
- mandamento IX di Locana
  - comuni di Ceresole Reale; Locana; Noasca
- mandamento X di Pavone Canavese
  - comuni di Banchette d'Ivrea; Colleretto Parella; Loranzè; Parella Canavese; Pavone Canavese; Quagliuzzo; Salerano Canavese; Samone; Strambinello
- mandamento XI di Pont Canavese
  - comuni di Alpette; Campiglia Soana; Frassinetto; Ingria; Pont Canavese; Ribordone; Ronco Canavese; Sparone; Valprato Soana
- mandamento XII di San Giorgio Canavese
  - comuni di Ciconio; Cuceglio; Lusigliè; San Giorgio Canavese; San Giusto Canavese
- mandamento XIII di Settimo Vittone
  - comuni di Andrate; Borgofranco d'Ivrea; Carema; Cesnola; Monte Strutto; Nomaglio; Settimo Vittone
- mandamento XIV di Strambino
  - comuni di Mercenasco; Perosa Canavese; Romano Canavese; Scarmagno; Strambino; Vische
- mandamento XV di Vico Canavese
  - comuni di Brosso; Drusacco; Meugliano; Novareglia; Trausella; Traversella; Valchiusella (comune); Vico Canavese
- mandamento XVI di Vistrorio
  - comuni di Alice Superiore; Gauna; Issiglio; Lugnacco; Pecco; Rueglio; Vidracco; Vistrorio